# روجر بروس شافي
روجر بي. شافي (بالإنجليزية: Roger Bruce Chaffee) هو مهندس فضاء جوي وضابط ورائد فضاء وطيار أمريكي، ولد في 15 فبراير 1935 في غراند رابيدز في الولايات المتحدة، وتوفي في 27 يناير 1967 في مركز كينيدي للفضاء في الولايات المتحدة بسبب استنشاق الدخان.

## وصلات خارجية
- مقالات تستعمل روابط فنية بلا صلة مع ويكي بيانات